# جزیره استفانسون
جزیره استفانسون (به انگلیسی: Stefansson Island) یک جزیره در کانادا است که در نوناووت واقع شده‌است.

## خصوصیات
جزیره استفانسون ۰ نفر جمعیت دارد و ۲۶۷ متر بالاتر از سطح دریا واقع شده‌است.